# De Vlijt (steenfabriek)
De Vlijt is de naam van een voormalige steenfabriek te Halsteren.

## Geschiedenis
De fabriek werd opgericht door Cornelis Arnoldus Verkouteren (1808-1892), die zoon was van de stadsdrukker en zeer bemiddeld.

### Voorgeschiedenis
In 1835 stichtte Verkouteren pottenbakkerij "De Arend". Hij was niet uit een traditionele pottenbakkersfamilie afkomstig, maar wist zich niettemin door te zetten. In 1855 startte hij met de fabricage van draineerbuizen, een product dat pas in 1851 op de Nederlandse markt was verschenen. In 1867 verkocht Verkouteren zijn fabriek.
In 1862 begon Cornelis' zoon, Marijn Willem, een pottenbakkerij te Halsteren en in 1866 gingen Cornelis en twee andere van zijn zonen bij dit bedrijf wonen. Marijn Willem trok naar Wouw, waar zich te Zoomvliet een steenfabriek bevond.
In 1876 werd de Halsterense pottenbakkerij verkocht aan Hermanus Henkes, samen met de fimanaam. De firma C.A. Verkouteren werd dus geleid door de familie Henkes. Deze fabriek werd in 1880 voorzien van een stoommachine, die daarmee de eerste in Halsteren werd. In 1898 werd Jacob Kooiman de bedrijfsleider.
Toen in 1902 het Henkes-concern in financiële problemen kwam werd de draineerbuizenfabriek ondergebracht bij de Centrale Bank voor Landbouw en Nijverheid. Een jaar later kon Henkes hem terugkopen, maar deze moest alle zeilen bijzetten om de Delfshavense distilleerderij te behouden. De draineerbuizenfabriek werd verkocht aan Jacob Kooiman. De nabijgelegen conservenfabriek "Het Klaverblad", ook van Henkes, werd opgeheven en een deel van de gebouwen werd bij de steenfabriek gevoegd. In 1927 werd het bedrijf omgevormd tot de NV Draineerbuizenfabriek te Halsteren.

### De Vlijt
Hoewel Henkes dus de fabriek en de firmanaam van Verkouteren had gekocht, begon Cornelis Verkouteren in 1877 opnieuw met een aardewerkfabriek, aan de Waterstraat nabij het centrum van Halsteren. Dit was draineerbuizenfabriek "De Vlijt". Deze fabriek werd in 1883 verkocht aan Fredericus de Leeuw. Verkouteren had in 1882 reeds zijn steenfabriek in Zoomvliet verkocht aan Joop Verdussen, die een zwager was van Fredericcus. Na Fredericus' dood zetten diens broers de zaak voort, en met name Joop ("Jom") de Leeuw was zeer actief. In 1910 kocht hij steenfabriek De Melanen, in 1916 opende hij de steenfabriek Vogelenzang aan de Dorpsstraat te Halsteren, in 1918 huurde hij steenfabriek Zoomvliet om deze in 1928 te kopen. In 1926 werd de betonfabriek van Jan van Beers gekocht en in 1929 werd hij eigenaar van de voormalige Kunstaardewerkfabriek "De Kat". Voorts bezat hij de aardewerkfabriek "Klaverblad" aan de Buurtweg, waar onder meer bloempotten en duivenpannen werden vervaardigd.
Reeds vóór de Tweede Wereldoorlog begon de omzet van draineerbuizen te stagneren. Tijdens de Wederopbouwperiode kwamen kunststof draineerbuizen in zwang, waardoor de afzet van keramische buizen verder daalde. Wél werden nu ook holle bakstenen vervaardigd, doch ook in de baksteenindustrie ontstond een felle concurrentie. Uiteindelijk werden de fabrieken de een na de ander gesloten, waarbij "De Vlijt" het langste bleef bestaan. Doch ook deze werd in de jaren 70 van de 20e eeuw gesloten, waarmee een einde kwam aan een activiteit die 125 à 150 inwoners van Halsteren van werk voorzag.
Joop de Leeuw bezat veel bossen in de omgeving van Ossendrecht, waarvan het hout oorspronkelijk gebruikt werd voor het verhitten van de steenovens. Daar ging hij wonen, maar het zand aldaar bleek van een dergelijke kwaliteit dat hij aan de toenmalige Ossendrechtse steenfabriek "Dennenheuvel" deze zandvoorraad verkocht.

## Externe bronnen
- Henkes in Halsteren
- Kleiwaren De Leeuw